# Деже Мольнар
Деже Мольнар (угор. Dezső Molnár, нар. 12 грудня 1939, Мадьярлак) — угорський футболіст, що грав на позиції нападника. Виступав, зокрема, за клуби «Галадаш» та «Вашаш», а також національну збірну Угорщини.

## Клубна кар'єра
Молнар розпочав свою футбольну кар'єру в клубах Csörötnek та Szentgotthárd. У 1959 році він став гравцем «Галадаша» і в сезоні 1959/60 дебютував у першій угорській лізі, за підсумками якої вилетів з вищого дивізіону. У сезоні 1962/63 він з клубом знову грав у елітній лізі, зігравши у 15 іграх, аде «Галадаш» знову вилетів.
Своєю грою за цю команду привернув увагу представників тренерського штабу клубу «Вашаш», до складу якого приєднався 1965 року. Відіграв за клуб з Будапешта наступні вісім сезонів своєї ігрової кар'єри. Більшість часу, проведеного у складі «Вашаша», був основним гравцем атакувальної ланки команди і разом з командою двічі був чемпіоном Угорщини у 1965 та 1966 роках та один раз віце-чемпіоном у 1971 році. У 1965 та 1970 роках він також двічі вигравав Кубок Мітропи.
Завершив ігрову кар'єру у команді «Ганц-Маваг», за яку виступав протягом 1972—1974 років у другому дивізіоні.

## Виступи за збірну
8 травня 1966 року дебютував в офіційних матчах у складі національної збірної Угорщини в товариському матчі проти Югославії (0:2), а вже влітку поїхав з командою на чемпіонат світу 1966 року в Англії, але на поле там так і не з'явився, а команда дійшла до чвертьфіналу.
Загалом протягом кар'єри у національній команді, яка тривала 2 роки, провів у її формі 8 матчів, забивши 1 гол — 7 вересня 1966 року у ворота Нідерландів (2:2) в матчі відбору на чемпіонат Європи 1968 року.

## Титули і досягнення
- Чемпіон Угорщини (5):

«Вашаш»: 1965, 1966
- Володар Кубка Мітропи (2):

«Вашаш»: 1965, 1970